# الجوهرة (كتاب)
كتاب الجوهرة، هو كتاب منسوب لإبراهيم الدسوقي آخر أقطاب الولاية الأربعة في التصوف الإسلامي السُني، ويعتبر المرجع الرئيسي للطريقة الدسوقية بفروعها.

## النسخ المتداولة

غلاف كتاب الجوهرة المضيئة في سلوك الطالب ونصح البرية.

توجد نسخة مخطوطة بدار الكتب المصرية، ونسخة مخطوطة بمكتبة الأزهر الشريف، ونسخة مخطوطة بجامعة ليدن بهولندا، أما النسخة المنشورة المتداولة لهذا الكتاب فمتفق أنه لا يصح نسبة جميع ما فيها إلى إبراهيم الدسوقي، لاشتمالها علي كثير من العبارات التي تتناقض مع أفكاره، وأن هناك أفكاراً مدسوسة حسب رأي البعض. وقد طبع هذا الكتاب أكثر من مرة وتمت مراجعتها، فكشف به اختلافات جوهرية. كما أن المناوي قد وصف الكتاب بأنه «مُجلَّد ضخم وفيه عجائب»، والكتاب الذي في السوق لا يتعدى 300 صفحة. وأشهر نسخة طبعت عام 1998 بالقاهرة؛ وسميت بالجوهرة المضيئة، وذُكر فيها أنه تم نقلها عن مخطوطة الكتاب بالمتحف البريطاني بلندن. وهناك نسخة أخرى طبعت عام 2007 باسم «الجوهرة المضيئة في سلوك الطالب ونصح البرية».